# Mattias Asper
Mattias Asper (* 20. März 1974 in Sölvesborg) ist ein ehemaliger schwedischer Fußballtorwart. Er begann seine Karriere Mitte der 1990er Jahre bei Mjällby AIF und spielte anschließend als Profi in Spanien, der Türkei und Norwegen, bevor er 2008 nach Mjällby zurückkehrte. Zwischen 1999 und 2002 war er vollwertiger Nationalspieler und bestritt drei Länderspiele für die schwedische Fußballnationalmannschaft und war Mitglied ihres Kaders bei der UEFA Euro 2000.

## Laufbahn
Asper begann seine Profikarriere 1993 bei Mjällby AIF in der Superettan. 1998 wechselte er in die Allsvenskan zu AIK Solna, wo er 1999 den schwedischen Meistertitel errang. Am 8. Juni debütierte Asper gegen Östers IF und setzte Lee Baxter für den Rest der Saison auf die Bank. Mit Asper im Netz verlor AIK in der Saison 1998 kein einziges Spiel und gewann im selben Jahr auch die Allsvenskan.
1999 qualifizierte sich AIK für die UEFA Champions League und erreichte die Gruppenphase. In diesem Jahr blieb Asper in der Allsvenskan 797 Minuten lang ohne Gegentor, was ein neuer Rekord war.
2000 verpflichtete ihn Real Sociedad San Sebastián. In der Primera División konnte er sich jedoch nicht durchsetzen und kam auf nur zehn Einsätze. Daraufhin wurde er in seinem zweiten Jahr an Beşiktaş Istanbul ausgeliehen. Nach Ende der Saison wechselte er zurück nach Schweden zu Malmö FF. Hier gelang ihm 2004 der zweite Meistertitel.
2006 verließ er erneut Schweden und ging ins benachbarte Norwegen zu Viking FK in die Tippeligaen. Im Sommer 2007 folgte die erneute Rückkehr in sein Heimatland, als er zum Erstligaaufsteiger  IF Brommapojkarna in die Allsvenskan wechselte. Allerdings blieb er nur bis Saisonende und wechselte im Januar 2008 zu seinem Heimatverein Mjällby AIF, wo er einen Zweijahresvertrag unterschrieb.
Am 26. November 2014 gab er seinen Rücktritt bekannt.

## Internationale Karriere
Asper gab sein Länderspieldebüt für Schweden am 27. November 1999 in einem Freundschaftsspiel auswärts gegen Südafrika und ersetzte zur Halbzeit Magnus Kihlstedt. Seinen zweiten Einsatz für Schweden absolvierte er am 29. März 2000 in einem Freundschaftsspiel auswärts gegen Österreich. Er wurde in den Kader Schwedens für die UEFA Euro 2000 berufen und fungierte als Torhüter dritter Wahl hinter Magnus Hedman und Magnus Kihlstedt, als Schweden nach der Gruppenphase ausschied. Sein drittes und letztes Länderspiel bestritt er am 21. August 2002 in einem Freundschaftsspiel auswärts gegen Russland.

## Ehrungen

### AIK
- Fotbollsallsvenskan: 1998[13][2]
- Schwedischer Fußballpokal der Männer: 1998–99[14]

### Malmö FF
- Fotbollsallsvenskan: 2004[15]

### Individuell
- Schwedischer Torhüter des Jahres: 1998, 1999[16]